# مارتن ونايت (لاعب إسكواش)
مارتن ونايت (بالإنجليزية: Martin Knight) هو لاعب إسكواش نيوزيلندي، ولد في 28 ديسمبر 1983 في ويلينغتون في نيوزيلندا.

## وصلات خارجية
- الموقع الرسمي
- مارتن ونايت على موقع الاتحاد الدولي لمحترفي الاسكواش (مؤرشف) (الإنجليزية)
- مارتن ونايت على موقع SquashInfo.com (الإنجليزية)
- مارتن ونايت على موقع اتحاد ألعاب الكومنولث (مؤرشف) (الإنجليزية)